# Шилов, Лев Алексеевич
Лев Алексе́евич Ши́лов (22 мая 1932, Оренбург — 8 сентября 2004, Москва) — советский и российский искусствовед, литературовед, прозаик, архивист, один из крупнейших российских собирателей и исследователей аудиозаписей голосов писателей.

## Биография
В 1954 году окончил филологический факультет МГУ. Работал в Библиотеке-музее В. В. Маяковского, затем — в фонотеке Союза писателей СССР, в Государственном литературном музее.
Разыскал и собрал крупную коллекцию старых аудиозаписей с голосами известных деятелей русской культуры (в основном сделанных на фонографе С. И. Бернштейном).
Создал отдел звукозаписи в Государственном литературном музее, где собрал уникальную фонотеку русских писателей и поэтов — от Льва Толстого до Иосифа Бродского. Ему выпало сделать одну из последних записей Анны Ахматовой и одну из первых — Булата Окуджавы.
Издал серию пластинок «Говорят писатели» и ряд звуковых страниц в журнале «Кругозор». Читал лекции с демонстрацией голосов А. А. Ахматовой, А. А. Блока, В. В. Маяковского, С. А. Есенина и их современников в творческих клубах Москвы.
Значительная часть деятельности Шилова была связана с исследованием и пропагандой творчества Булата Окуджавы. В 1962 году осуществил запись выступлений поэтов-шестидесятников на вечере поэзии в Политехническом музее. В частности, Шилов составил и в 1989 году издал сборник «Песни Булата Окуджавы. Мелодии и тексты», к которому написал вступительную статью.
В 1990-х Шилов основал Клуб друзей Булата Окуджавы. После смерти Окуджавы Шилов стал одним из инициаторов создания мемориального дома-музея поэта в Переделкине.
С 1996 года и до своей кончины возглавлял дом-музей Корнея Чуковского в Переделкине.
Сестра бабушки — Лидия Сейфуллина.
Похоронен на Введенском кладбище (6 уч.).